# Corymorpha januarii
Corymorpha januarii is een hydroïdpoliep uit de familie Corymorphidae. De poliep komt uit het geslacht Corymorpha. Corymorpha januarii werd in 1855 voor het eerst wetenschappelijk beschreven door Steenstrup. 